# Catalano-americani
I catalano-americani o catalano-statunitensi (in inglese: Catalan Americans o Catalonian e in catalano: Catalano-estatunidencs) sono gli statunitensi di origine catalana e sono identificati dal codice 204 del censimento del 2000 che fa parte della categoria ispanica (200-299).